# Stylometrie
Stylometrie  je aplikace studia lingvistického stylu, obvykle psaného jazyka, ale úspěšně se uplatňuje i na hudbu a na umělecké malby. Jedná se o statistickou definici nebo potvrzení vlastností stylu nebo díla.
Stylometrie se často používá k přiřazování autorství, času a původu k anonymním nebo sporným dokumentům. Má právní i akademické a literární uplatnění, od otázky autorství Shakespearových děl k forenzní lingvistice.